# Carol Rovira
Carolina Rovira Melich (Camarles, Tarragona, 12 de octubre de 1989), conocida artísticamente como Carol Rovira, es una actriz, cantante y compositora española de teatro, cine y televisión. Se popularizó gracias a su papel de Amelia Ledesma en la serie diaria de Antena 3 Amar es para siempre y su spin-off #Luimelia.

## Biografía

### Formación
En 1997 inició los estudios de solfeo y clarinete en el Conservatorio de Música de Tortosa, donde permaneció hasta 2006. Posteriormente, en el año 2007, inició su diplomatura en Magisterio Musical en la Universidad de Barcelona. Paralelamente a sus estudios universitarios, empezó a interesarse por el teatro y comenzó su formación con Pau Bou en el Teatre Kaddish (Prat de Llobregat) y en la escuela de teatro musical Youkali (Gracia, Barcelona). A lo largo de varios años continuó formándose por todo el mundo a través de diferentes cursos de interpretación, así como de clases de canto y danza. Sus últimos estudios de Arte dramático tuvieron lugar en el Instituto del Teatro, donde se formó desde 2011 hasta 2016.

### Trayectoria profesional
Tras finalizar todos sus estudios, Carol continuó muy ligada al teatro y a la música. Entre 2013 y 2014 formó parte de la versión catalana del musical inglés Goodbye Barcelona, su primera obra profesional, dirigida por Fran Arráez y ganadora del galardón a Mejor musical en los premios Teatro Musical 2014. En ella interpreta el papel de Pilar, una catalana cuya vida ha quedado devastada después de que soldados fascistas asesinaran a su familia.
En sus inicios, pudimos verla en los teatros más alternativos e independientes de Barcelona con obras de creación como Strange Fruit, un monólogo dirigido por Begoña Moral y que plasmaba la vida de Billie Holiday (interpretada por Carol) a través de un lenguaje físico y musical. Repitió en dos ocasiones más con la misma directora, siguiendo esta línea más experimental con obras de creación como La fiesta del hombre y No hi ha bosc a Sarajevo.
También viajó hasta Singapur con la consagrada compañía catalana de teatro Els comediants y acompañada de su clarinete, con la pieza Fantasía by Escribà, que representaron en el famoso Marina Bay.
Entre 2014 y 2015 participó como actriz, compositora de canciones y clarinetista en la obra Com Us Plagui (Como gustéis), adaptación al catalán de una de las comedias de William Shakespeare. Dirigida por Dugald Bruce-Lockhart (de la compañía Propeller) y representada en el Teatre Akademia (Barcelona).
Posteriormente creó la compañía Les Coralines, y deburaron con la obra Dins la cova, obra cómica y musical escrita y dirigida por Pau Escribano, con la que también hicieron temporada en el teatro El Maldà y gira por diferentes poblaciones catalanas. 
Desde 2015 hasta 2016 representó por varias ciudades españolas la obra Viajando con Marsillach, de Varela Producciones y la Compañía de Teatro de Blanca Marsillach, junto a los actores Luis Mottola, Xabi Olza y Adela Estévez. Se trataba de una obra compuesta por las escenas más divertidas de algunas obras diferentes de Adolfo Marsillach situadas en la España de la posguerra.
En 2016 también participó en With my Wholeheartmindbody, una lectura escénica a partir de una selección de manifiestos feministas, dirigida por la directora catalana Carlota Subirós.
Ese mismo año, también trabajó con la cantante catalana Gemma Humet en la obra Cançons d'amors i guerres, dirigida por Agustí Humet y que agrupaba testimonios reales de la guerra civil española a través de cartas y canciones.
Durante 2017 formó parte del reparto de Boscos, una epopeya del director Oriol Broggi, y la última entrega de la tetralogía de Wajdi Mouawad. Se trata de una odisea que hace un recorrido por todo el siglo XX a partir de la historia de siete generaciones de mujeres.
El mismo año trabajó en el Teatro Nacional de Cataluña en la obra Els perseguidos de paraules, una obra familiar escrita y dirigida por Marc Artigau.
También participó en otros proyectos como en el videoclip de la canción «Found Your Love», de Oliver Nelson o en el cortometraje Sirenas, de David Méndez, donde interpreta a Nora, una joven que se enamora perdidamente de Mía (Mónica Portillo). Este proyecto cuenta con un gran mensaje detrás, tanto es así que el cortometraje acumulaba más de 6 millones de reproducciones en YouTube en 2019.

### Trayectoria televisiva
Su andadura como actriz en la pequeña pantalla comenzó en el año 2016, con la serie de TV3 La Riera, donde interpretó el papel de Susi Quiroga en la octava y última temporada de la ficción catalana, hermana del actor Roger Casamajor.
En 2018 formó parte del reparto principal de la serie de Antena 3 Presunto culpable, donde coincidió con grandes profesionales como Susi Sanchez, Elvira Minguez, Miguel Ángel Muñoz o Alejandra Onieva.
A finales de año, se incorporó a otra ficción de la casa: la mítica serie diaria Amar es para siempre. Desde su séptima temporada da vida a Amelia Ledesma, una vedette que huye del rechazo de su padre para intentar hacerse un hueco en los escenarios de Madrid. Es en este proyecto donde Carol comienza a darse a conocer gracias a la trama amorosa con Luisita (Paula Usero). Ambas tendrán que luchar por su amor en la España de 1976, donde la homosexualidad todavía era considerada delito.
A raíz de interpretar a sus respectivos personajes, su relación, bautizada por los fanes bajo el seudónimo Luimelia, se ha convertido en todo un fenómeno en redes sociales y ambas actrices son consideradas un referente para colectivo LGBT, tanto en España como en muchos otros países del mundo, consiguiendo ser el altavoz de muchas personas que todavía no se atreven a expresar libremente sus preferencias sexuales.
Gracias al apoyo incondicional del público, el 31 de marzo de 2019 recibió junto a Paula Usero, su pareja en la ficción, el premio Andalesgai 2019 a la visibilidad, durante la decimoquinta edición del festival andaluz celebrada en Sevilla. Poco tiempo después se convirtió en la actriz más votada a través de la web teveoylescuento.com en la categoría de Mejor actriz española con un futuro prometedor, con 388.020 votos de un total de 684.166 emitidos, superando a actrices muy consolidadas como Macarena García o Alba Flores.
En verano de 2019 fue invitada a participar en un tour por la equidad en Argentina y México, una iniciativa de la revista Padrísimo Magazine para apoyar a la comunidad LGBT. Allí coincidió con personalidades como Malena Narvay o Carmen Salinas. Durante ese tiempo, también rodó en diferentes localizaciones naturales de Argentina su primera película: El camino real: la rosa del desierto, de la directora Carina Bogetti. El filme cuenta las aventuras de un profesor de historia (Damián de Santo) y dos de sus alumnos (Carol Rovira y Thiago Batistuta), que se verán inmersos en la búsqueda de un tesoro jesuita. El estreno de la película está previsto para verano de 2020.
A finales de 2019 se hace oficial que los personajes de Luisita Gómez (Paula Usero) y Amelia Ledesma (Carol Rovira), de la serie Amar es para siempre, tendrán su propia serie debido a la gran repercusión que ha obtenido esta pareja ficticia. Ambas actrices protagonizarán #Luimelia, un spin-off de seis capítulos de diez minutos cada uno que se emitirá en Atresplayer Premium, la plataforma de streaming de Atresmedia. La grabación de la serie arrancó a finales de noviembre y la primera emisión tuvo lugar el 14 de febrero de 2020, coincidiendo con el Día de San Valentín. #Luimelia explora la misma relación amorosa que se formó en Amar es para siempre, pero en esta ocasión, la trama se desarrolla en el año 2020 y no en 1976, por lo que veremos a dos chicas millenials que podrán vivir su amor con mucha más libertad, aunque también se encontrarán con obstáculos que perduran en el tiempo.
Debido al éxito de la primera temporada, la cadena decide grabar dos temporadas más de seis capítulos, donde se amplia el universo de las dos protagonistas con otros personajes. La segunda y tercera temporada se estrenó en agosto de 2020 y enero de 2021 y cuentan con 6 capítulos de unos 12 minutos, que se pueden ver en la plataforma Atresplayer Premium. La cuarta temporada de #Luimelia tiene 8 capítulos y 30 minutos
Recientemente, Carol ha fichado para la serie Señor, dame paciencia, adaptación televisiva de la película homónima.
Durante la primavera del 2022, ejerció de coach de interpretación en el programa musical Eufòria de la televisión catalana TV3..La Gran Vetllada_ presentadora (2022) TV3cat. Fue la encargada de conducir las galas del programa, uno de los rostros más estimados de la primera edición por su proximidad y empatía con los concursantes en la hora de desarrollar sus tareas como coach de interpretación.

## Filmografía

### Televisión

#### Series
| Año               | Serie                 | Personaje               | Cadena                 | Notas         |
| ----------------- | --------------------- | ----------------------- | ---------------------- | ------------- |
| 2016 - 2017       | La Riera              | Susi Quiroga            | TV3                    | 17 episodios  |
| 2018              | Presunto culpable     | Maite Otxoa Aguirre     | Antena 3               | 13 episodios  |
| 2018 - 2020, 2024 | Amar es para siempre  | Amelia Ledesma González | Antena 3               | 424 episodios |
| 2020              | #Luimelia'77          | Amelia Ledesma González | Atresplayer            | 4 episodios   |
| 2020 - 2021       | #Luimelia             | Amelia Ledesma González | Atresplayer            | 26 episodios  |
| 2022              | Señor, dame paciencia | Alicia Zaldívar Ramos   | Atresplayer / Antena 3 | 8 episodios   |
| 2022              | Madres. Amor y vida   | Noemí Corbalán          | Prime Video            | 7 episodios   |
| 2023              | Días mejores          | Claudia                 | Prime Video            | 7 episodios   |
| 2024              | Ich bin Dagobert      | Anaïs                   | RTL+                   | 5 episodios   |
| 2024              | Machos alfa           | Eva                     | Netflix                | 1 episodio    |
| 2025              | Perdiendo el juicio   | Daniela Torres Holgado  | Atresplayer / Antena 3 | 10 episodios  |

#### Programas
| Año         | Título                 | Cadena   | Función                                                                              |
| ----------- | ---------------------- | -------- | ------------------------------------------------------------------------------------ |
| 2020; 2025  | Tu cara me suena 8; 12 | Antena 3 | Invitada como Ana Belén; Invitada como Mon Laferte junto a Manu Baqueiro como Juanes |
| 2022        | Eufòria                | TV3      | Coach de interpretación                                                              |
| 2022        | La gran vetllada       | TV3      | Presentadora                                                                         |
| 2022        | Eufòria Dance          | TV3      | Presentadora                                                                         |
| 2023 - 2024 | Eufòria                | TV3      | Jurado                                                                               |

### Cine
| Año  | Largometraje                         | Personaje | Director/a     |
| ---- | ------------------------------------ | --------- | -------------- |
| 2013 | Elías                                |           | Clément Badin  |
| 2020 | El Camino Real: La rosa del desierto | Carmen    | Carina Bogetti |

### Cortometrajes
| Año  | Cortometraje | Personaje | Director/a             |
| ---- | ------------ | --------- | ---------------------- |
| 2018 | Sirenas      | Nora      | Lip Studio             |
| 2022 | Nubes        | Noe       | Edu Escudero           |
| 2023 | Wilis        |           | Matthew Deimling Johns |

### Teatro
| Año       | Obra                                    | Director/a                                                        | Teatro                                              |
| --------- | --------------------------------------- | ----------------------------------------------------------------- | --------------------------------------------------- |
| 2009      | Odio Hamlet                             | Jaume Mallofré                                                    | Teatreneu                                           |
| 2012      | Train to Hollywood                      | Agustí Estadella                                                  | Sant Andreu Teatre (SAT)                            |
| 2013      | El Fantasma de l'Òpera                  | Marc Chornet                                                      | La Lira Ampostina                                   |
| 2013      | Strange Fruit                           | Begoña Moral                                                      | Atic 22 (Teatre Tantarantana)                       |
| 2014      | La Fiesta del Hombre                    | Begoña Moral                                                      | Teatre Estudi                                       |
| 2014      | Inscripcions obscenes                   | Albert Roig                                                       | Palau Oliver de Boteller (Tortosa)                  |
| 2013-2014 | Goodbye Barcelona                       | Fran Arráez                                                       | Teatro del Raval                                    |
| 2014      | María Estuard                           | Frederic Roda                                                     | Factoria IT                                         |
| 2014      | La llavor del blat                      | Enric Arquimbau                                                   | Teatre de Balaguer                                  |
| 2014      | Fantasia by Escribà                     | Joan Font, Els Comediants                                         | Marina Bay (Singapur)                               |
| 2015      | El principi d'Eliot                     | Pere Sais                                                         | Factoria IT                                         |
| 2015-2016 | Cançons d'amors i guerres               | Agustí Humet                                                      | Gira Catalunya                                      |
| 2015      | Com us plagui                           | Dugald Bruce-Lockhart                                             | Teatre Akadèmia                                     |
| 2015-2016 | Viajando con Marsillach                 | Xavi Olza, Varela Producciones y la Compañía de Blanca Marsillach | Gira España                                         |
| 2016      | La cavalcada sobre el llac de Constança | Joan Ollé                                                         | Teatre Estudi, Factoria IT                          |
| 2016      | Dins la cova                            | Pau Escribano                                                     | El Maldá                                            |
| 2015      | With my holeheartmindbody               | Carlota Subirós                                                   | Centro de Cultura Contemporánea de Barcelona (CCCB) |
| 2016      | Els perseguidors de paraules            | Marc Artigau                                                      | Teatro Nacional de Cataluña                         |
| 2017      | Boscos                                  | Oriol Broggi                                                      | La Perla 29 (Biblioteca Nacional de Cataluña)       |
| 2024      | El jefe del jefe                        | Ricardo Hornos                                                    | Teatro Pavón                                        |

### Otros
- Found your love (2015), videoclip de Oliver Nelson

- Niin minä neitonen sinulle laulan (2015), canción finlandesa interpretada por Carol durante su participación en la Barcelona Ethnic Band

- El Ramon de les Olives (2017), webserie.